# Warrior
Warrior je peti studijski album švedskog death metal-sastava Unleashed. Diskografska kuća Century Media Records objavila ga je 5. lipnja 1997.

## Popis pjesama
Tekstovi: Johnny, osim gdje je navedeno drugačije, glazba: Johnny, Fredrik i Anders, osim gdje je navedeno drugačije.
| 1.    | »Warmachine«                         |         |       | 1:58 |
| 2.    | »In Hellfire«                        |         |       | 2:35 |
| 3.    | »Mediawhore«                         |         |       | 3:28 |
| 4.    | »Down Under Ground«                  |         |       | 2:52 |
| 5.    | »My Life for You«                    |         |       | 2:09 |
| 6.    | »Death Metal Victory«                |         |       | 2:14 |
| 7.    | »Hero of the Land«                   |         |       | 3:13 |
| 8.    | »Löngt nid« (instrumentalna skladba) |         | Tomas | 5:22 |
| 9.    | »Born Deranged«                      |         |       | 3:02 |
| 10.   | »I Have Returned«                    |         |       | 3:27 |
| 11.   | »Ragnarök«                           |         |       | 5:01 |
| 12.   | »Your Pain My Gain«                  | Anders  |       | 1:36 |
| 13.   | »The End«                            | Fredrik |       | 4:13 |
| 41:10 |                                      |         |       |      |

## Zasluge
Unleashed
- Johnny – bas-gitara, vokal
- Tomas – ritam gitara
- Fredrik – solo-gitara, ritam-gitara
- Anders – bubnjevi

Dodatni glazbenici
- Stefan Westberg – orgulje (na pjesmi "Born Deranged")

Ostalo osoblje
- Fredrik Andersson – inženjer zvuka, produkcija
- Clas Persson – mastering
- Ola Bergman – fotografije